# Оре (Француска)
Оре (фр. Auray) је насељено место у Француској у региону Бретања, у департману Морбијан.
По подацима из 2011. године у општини је живело 12.536 становника, а густина насељености је износила 1814,18 становника/km².

## Демографија
| 1962. | 1968. | 1975.  | 1982. | 1990.  | 2011.  |
| ----- | ----- | ------ | ----- | ------ | ------ |
| 8.118 | 8.449 | 10.256 | 9.892 | 10.323 | 12.536 |